# ریوییر-بلو، کبک
ریوییر-بلو (به فرانسوی: Rivière-Bleue) شهری در منطقه شهری تمیسکوواتا ناحیه با-سن-لوران در استان کبک کانادا است. در سرشماری سال ۲۰۱۱ این شهر ۱٬۴۶۶ نفر جمعیت داشته‌است و مساحت آن ۱۷۹٫۹۳ کیلومتر مربع است.